# Andromaque (Euripide)
Pour les articles homonymes, voir Andromaque (homonymie).
Andromaque (Ἀνδρομάχη / Andromákhê en grec) est une tragédie d’Euripide jouée en 426 av. J.-C.

## Contexte
Pendant la Guerre de Troie, le mari d'Andromaque Hector fut tué en combat singulier par Achille. Leur fils Astyanax fut ensuite jeté du haut des remparts de Troie par les Grecs, de peur qu'il ne cherche à venger son père et la cité une fois adulte. Andromaque devient alors esclave de Néoptolème (autre nom de Pyrrhos), fils d'Achille. Ces événements sont décrits dans Les Troyennes, une autre pièce d'Euripide. Les années passent et Andromaque met au monde un enfant de Néoptolème : Molossos. Cependant, Néoptolème se marie avec Hermione – fille de Ménélas et Hélène – qui est très jalouse de la relation entre Andromaque et Néoptolème. Craignant pour la vie de son enfant, Andromaque le cache et trouve refuge dans le temple de Thétis, déesse mère d'Achille. Ensuite, Hermione réussira à la retrouver et cherchera à la faire sortir, l'accusant de trahison.

## Description
Au début de la pièce Andromaque, assise près de l'autel de Thétis, pleure : de princesse, elle est devenue esclave en Epire ; mariée au grec Néoptolème, elle demeure dévouée à son défunt mari troyen, Hector ; elle est en butte à la jalousie d'Hermione, la deuxième épouse de Néoptolème ; enfin, il lui a fallu se séparer de son fils Molossos, menacé par Hermione. En effet, stérile, Hermione attribue son malheur aux tours de magie d'Andromaque, dont elle veut se venger. Andromaque a donc éloigné son fils, pour que ni Hermione, ni Ménélas (le père de Hermione, venu la soutenir) ne puissent attenter à la vie du seul héritier au trône. Elle choisit de se cacher dans le temple, dans l'espoir que cet endroit sacré la protège contre ses ennemis. Cependant Ménélas arrive, lui annonce qu'il a trouvé son fils, et qu'il le tient captif. Hermione veut la tuer. Andromaque se rend à leur pouvoir, et se laisse emmener. Elle est sauvée par l'intervention du sage Pélée, père d'Achille et grand-père de Néoptolème, qui s'en prend à Ménélas, roi de Sparte, époux d'Hélène, et responsable du déclenchement de la guerre contre Troie, dans laquelle Achille a trouvé la mort ; Pélée adopte ainsi le parti de l'esclave étrangère contre le roi et la princesse de Sparte. 
Oreste arrive inopinément, et emmène Hermione dont il est amoureux, et qui lui avait été promise avant que Néoptolème ne la réclame. Il a organisé l'assassinat de Néoptolème à Delphes. Un messager annonce au vieux Pelée la mort de son petit-fils. Thétis, la déesse qui avait eu Pélée pour amant (elle est la mère d'Achille) apparaît et promet à Pélée une forme d'immortalité.

## Thèmes politiques
L'horrible caractère que le poète attribue à Ménélas est en accord avec l'idée que l'on se faisait de Sparte à Athènes, à cette époque. La pièce critique violemment Sparte : Ménélas est montré comme un tyran arrogant, et sa fille, Hermione, est une meurtrière lubrique ; Pélée insulte Sparte plusieurs fois durant la pièce.
Selon Marie Delcourt-Curvers, la tragédie est une protestation de l’homme contre la cruauté des dieux.